# Caroline Ellison
Caroline Ellison (nascida em 1994) é uma ex-executiva americana que se declarou culpada de fraude, lavagem de dinheiro e conspiração em 2022. Ela é ex-CEO da Alameda Research, empresa afiliada da corretora de criptomoedas FTX, fundada por Sam Bankman-Fried .
De acordo o Wall Street Journal, citando uma fonte anônima em novembro de 2022, a Alameda devia US$ 10 bilhões à FTX. A fonte disse que a FTX emprestou dinheiro à Alameda usando fundos dos clientes.
Ellison foi demitida de seu cargo depois que a FTX e a Alameda pediram falência. Em dezembro de 2022, Ellison se declarou culpada de duas acusações de fraude eletrônica, duas acusações de conspiração para cometer fraude eletrônica, conspiração de fraude de valores mobiliários e conspiração de lavagem de dinheiro .

## Infância e educação
Ellison nasceu em Boston e cresceu nos subúrbios próximos de Cambridge e Newton. Ela é a mais velha das três filhas de Glenn e Sara Fisher Ellison, ambas formadas em economia no MIT. Ellison foi criada como católica. Ela diz que ela e seus irmãos aprenderam economia desde cedo, estudando estatísticas bayesianas na escola primária. Aos 8 anos, Ellison deu ao pai um estudo econômico sobre os preços dos bichos de pelúcia da Toys "R" Us em seu aniversário. Na Bigelow Middle School, Ellison e sua irmã mais nova Anna competiram com a equipe de matemática treinada por seu pai. Em 2008, Ellison recebeu honras máximas nas Competições Americanas de Matemática. Como estudante da Newton North High School, ela representou os EUA na Olimpíada Internacional de Linguística de 2011 e recebeu uma menção honrosa e um prêmio de "melhor solução". Ellison também competiu na Greater Boston Math League durante o ensino médio e foi capitã do time. Ela representou Newton diversas vezes no Prêmio de Matemática para Meninas. Durante seu último ano, Ellison foi aceita no programa pós-escola do MIT PRIMES. Ela se formou em 2012 com Bolsa de Mérito Nacional.
Ellison se formou na Universidade de Stanford em 2016 com bacharelado em matemática. Enquanto estava em Stanford, ela ficou entre os 500 melhores alunos nas Competições Putnam de 2013, 2014 e 2015. Quando caloura, Ellison desenvolveu um interesse pelo altruísmo eficaz, um movimento filantrópico baseado em dados. Ela se juntou ao clube de altruísmo eficaz de Stanford e atuou como vice-presidente.

## Carreira
Enquanto estudava em Stanford, Ellison iniciou sua carreira em negociação quantitativa com dois estágios na Jane Street, uma empresa de negociação proprietária na cidade de Nova York . Em setembro de 2016, Ellison ingressou na Jane Street em tempo integral como corretora de ações em um grupo orientado por Sam Bankman-Fried, que deixou a empresa um ano depois para atuar como diretor de desenvolvimento no Center for Effective Altruism em Berkeley, Califórnia .
Ellison e Bankman-Fried uniram-se pelo interesse no altruísmo eficaz e permaneceram em contato. Em fevereiro de 2018, enquanto visitava a área da baía de São Francisco, Ellison se encontrou com Bankman-Fried em uma cafeteria e ele a convidou para ingressar na Alameda Research, um fundo de hedge de criptomoedas cofundado em novembro de 2017 por Bankman-Fried e sua colega de altruísmo eficaz, Tara Mac Aulay. Ellison ingressou no mês seguinte. Ela disse que seu “salto cego” foi baseado na empolgação com a arbitragem de criptomoedas e no potencial de continuar sua busca por ganhar para doar . Quando ingressou na empresa, Ellison tinha mais experiência do que a maioria dos outros traders. Ela se tornou co-CEO junto com Sam Trabucco em outubro de 2021. Ela se tornou a única CEO da Alameda Research em agosto de 2022, após a saída de Trabucco. Apesar de sua posição, Ellison não recebeu participação na Alameda Research e apenas 0,5% na FTX.
Em 6 de novembro de 2022, depois que o site CoinDesk levantou preocupações sobre o balanço da Alameda Research e seu relacionamento com a FTX, Ellison disse que as informações do balanço divulgadas incluíam apenas alguns dos ativos da Alameda, e que a empresa tinha mais de US$ 10 bilhões de ativos adicionais. De acordo com fontes anônimas citadas pelo Wall Street Journal e pelo The New York Times, Ellison esteve em uma videoconferência com funcionários em 9 de novembro de 2022; ela admitiu que a FTX usou dinheiro dos clientes para ajudar a Alameda a cumprir suas obrigações e que ela, Bankman-Fried e dois outros executivos da FTX, Nishad Singh e Gary Wang, estavam cientes dos eventos.
Ellison foi demitida de seu cargo por John J. Ray III depois que a FTX, a Alameda Research e mais de 100 empresas relacionadas entraram com pedido de falência, Capítulo 11 .

## Procedimentos legais
Em dezembro de 2022, Ellison contratou Stephanie Avakian do escritório de advocacia WilmerHale como sua advogada principal. Em 18 de dezembro de Ellison se declarou culpada no Distrito Sul de Nova York de conspiração para cometer fraude eletrônica nos clientes da FTX, conspiração para cometer fraude eletrônica em credores da Alameda Research, fraude eletrônica em credores da Alameda Research, conspiração para cometer fraude em commodities, conspiração para cometer fraude de valores mobiliários e conspiração para cometer lavagem de dinheiro. Naquele dia, o cofundador da FTX, Gary Wang, também se declarou culpado de diversas acusações. Uma transcrição de sua audiência de confissão foi aberta em 23 de dezembro, revelando que ela havia admitido ao juiz Ronnie Abrams que ela e outros conspiraram para roubar bilhões de dólares de clientes da FTX, enquanto enganavam seus investidores e credores. Ellison disse ao juiz Abrams que Sam Bankman-Fried e outros executivos da FTX receberam bilhões de dólares em empréstimos secretos da Alameda Research. Como parte de seu acordo judicial, ela concordou em restituir uma quantia a ser decidida pelos tribunais.

## Vida pessoal
Relatos sobre um relacionamento romântico entre Elisson e Sam Bankman-Fried foram relatados por ex-funcionários da FTX. O Business Insider disse que o suposto relacionamento foi apontado pela CoinDesk. Bankman-Fried confirmou o relacionamento ao Good Morning America, afirmando que o romance com Ellison foi breve.
Rumores indicavam que Ellison operava um blog anônimamente no Tumblr. Ellison nunca confirmou a autoria do Blog, mas ele estava vinculado diretamente à conta de Ellison no Twitter . Bankman-Fried disse ao New York Times que ela realmente era a autora.
Ellison, juntamente com funcionários de alto escalão da FTX, contribuíram para o Fundo Futuro da Fundação FTX, que planejava financiar empreendimentos filantrópicos, antes de encerrar as operações quando seus próprios funcionários pediram demissão. O corpo técnico citou a incapacidade de honrar as subvenções e preocupações sobre a legitimidade do seu financiamento, deixando alguns beneficiários preocupados se teriam de devolver o dinheiro da subvenção.

## Reconhecimento
- 2022: Nomeado na Forbes 30 Under 30 - América do Norte - Finanças[52]